# زنبلان (خدا أفرين)
زنبلان هي قرية في مقاطعة خدا أفرين، إيران. عدد سكان هذه القرية هو 372 في سنة 2006.